# Vinosady
Vinosady este o comună slovacă, aflată în districtul Pezinok din regiunea Bratislava. Localitatea se află la altitudinea de 155 m deasupra n.m., se întinde pe o suprafață de 5,15 km2 și în 2017 număra 1.369 de locuitori.

## Istoric
Localitatea Vinosady este atestată documentar din 1208.

## Demografie
| An:                | 1994 | 2004    | 2014    | 2024    |
| ------------------ | ---- | ------- | ------- | ------- |
| Număr de persoane: | 842  | 1049    | 1276    | 1657    |
| Diferență:         |      | +24,58% | +21,63% | +29,85% |

| An:                | 2023 | 2024   |
| ------------------ | ---- | ------ |
| Număr de persoane: | 1624 | 1657   |
| Diferență:         |      | +2,03% |